# Аглика Генова
Аглика Генова е българска пианистка.

## Биография
Родена е на 29 юни 1971 г. Позната и концертираща в дуо „Генова и Димитров“, съвместно с Любен Димитров. Победители на няколко големи конкурса само в рамките на две години – конкурса ARD в Мюнхен, конкурса Dranoff в Маями, конкурса в Токио и конкурса „Белини“ в Италия.